# Nachal Sorek (Regionalverwaltung)
Nachal Sorek (hebräisch מוֹעָצָה אֲזוֹרִית נַחַל שׂוֹרֵק Matza Asrt Nachal Soreq) ist eine israelische Regionalverwaltung im Zentralbezirk Israels. Sie wurde im Jahr 1952 gegründet und befindet sich am gleichnamigen Fluss Sorek. Der Verwaltungssitz befindet sich in Jad Binjamin.

## Gliederung
- 1 Kibbuz: → Liste der Kibbuzim
- 4 Moschav: → Tabelle der Moschavim
- 2 Gemeinschaftssiedlungen: → Tabelle der Gemeinschaftssiedlungen

## Einwohner
Die Einwohnerzahl beträgt 10.170 (Stand: Januar 2022).
Das israelische Zentralbüro für Statistik gibt bei den Volkszählungen vom 22. Mai 1961, 19. Mai 1972, 4. Juni 1983, 4. November 1995 und vom 28. Dezember 2008 für Nachal Sorek folgende Einwohnerzahlen an:
| Jahr der Volkszählung | 1961  | 1972  | 1983  | 1995  | 2008  |
| Anzahl der Einwohner  | 1.500 | 1.300 | 1.800 | 2.200 | 4.600 |

## Wirtschaft
Das israelische Kabinett genehmigte 2010 in Palmachim am Unterlauf des Soreqs, und damit nicht im Gebiet dieser Regionalverwaltung, sondern weiter westlich in Gan Rawe (Regionalverband), den Bau der weltweit größten Wasseraufbereitungs- und Entsalzungsanlage, der Entsalzungsanlage Soreq (A).